# Anhui Huaihai Machinery Works
Anhui Huaihai Machinery Works war ein Hersteller von Automobilen aus der Volksrepublik China.

## Unternehmensgeschichte
Das Unternehmen wurde 1965 in Hefei gegründet. 1978 begann die Produktion von Automobilen. Der Markenname lautete Feihu. In den 1990er Jahren entstanden jährlich zwischen 10.000 und 20.000 Fahrzeuge. 1996 endete die Produktion.

## Fahrzeuge
Das Unternehmen stellte zwei verschiedene Modelle eines Minivans her. Die Fahrzeuge waren 350 cm lang und 160 cm breit. 1995 entstanden 2211 Fahrzeuge vom Typ HH 6340 und im Folgejahr 2208 Fahrzeuge vom Typ HH 6350.